# Municipio de Surrey (Dakota del Norte)
El municipio de Surrey (en inglés: Surrey Township) es un municipio ubicado en el condado de Ward en el estado estadounidense de Dakota del Norte. En el año 2010 tenía una población de 349 habitantes y una densidad poblacional de 3,84 personas por km².

## Geografía
El municipio de Surrey se encuentra ubicado en las coordenadas 48°14′30″N 101°4′1″O / 48.24167, -101.06694. Según la Oficina del Censo de los Estados Unidos, el municipio tiene una superficie total de 90.81 km², de la cual 90,7 km² corresponden a tierra firme y (0,12 %) 0,11 km² es agua.

## Demografía
Según el censo de 2010, había 349 personas residiendo en el municipio de Surrey. La densidad de población era de 3,84 hab./km². De los 349 habitantes, el municipio de Surrey estaba compuesto por el 97,71 % blancos, el 0,86 % eran amerindios y el 1,43 % eran de una mezcla de razas. Del total de la población el 0 % eran hispanos o latinos de cualquier raza.